# The Keepers
The Keepers è un documentario statunitense che è stato interamente pubblicato in esclusiva su Netflix il 19 maggio 2017. In sette puntate racconta la storia dell'omicidio di Catherine Cesnik e degli abusi sessuali avvenuti nella scuola in cui insegnava.

## Eventi narrati
Suor Catherine Cesnik, un'insegnante dell’Archbishop Kenough High School di Baltimora, scompare il 7 novembre 1969. Il suo corpo viene ritrovato un paio di mesi dopo. Nel 1992 Jean Wehnear, ex studentessa del liceo, rivela di essere stata più volte molestata e stuprata da Joseph Maskell, il cappellano della scuola ai tempi in cui Catherine insegnava.

## Puntate
| nº | Titolo originale | Titolo italiano | Pubblicazione USA | Pubblicazione Italia |
| -- | ---------------- | --------------- | ----------------- | -------------------- |
| 1  | The Murder       | L'omicidio      | 19 maggio 2017    | 19 maggio 2017       |
| 2  | The School       | La scuola       | 19 maggio 2017    | 19 maggio 2017       |
| 3  | The Revelation   | La rivelazione  | 19 maggio 2017    | 19 maggio 2017       |
| 4  | The Burial       | La sepoltura    | 19 maggio 2017    | 19 maggio 2017       |
| 5  | The Suspects     | I sospetti      | 19 maggio 2017    | 19 maggio 2017       |
| 6  | The Web          | La rete         | 19 maggio 2017    | 19 maggio 2017       |
| 7  | The Conclusion   | La conclusione  | 19 maggio 2017    | 19 maggio 2017       |

## Persone coinvolte
- Gemma Hoskins: ex studentessa e investigatrice
- Abbie Fitzgerald Schaub: ex studentessa e investigatrice
- Jean Hargadon Wehner (a.k.a Jane Doe): ex studentessa
- Teresa Lancaster (a.k.a Jane Roe): ex studentessa
- Randy Lancaster: Il marito di Teresa Lancaster
- Donna Von Den Bosch: ex studentessa
- Juliana Farrell: ex studentessa
- Deb Silcox: ex studentessa
- Lil Hughes: ex studentessa
- Chris Centofanti: ex studentessa
- Mary Spence: ex studentessa
- Marilyn Cesnik Radakovic: sorella di suor Catherine
- Gerry Koob: ex prete ed ex fidanzato di suor Catherine
- Tom Nugent: giornalista e scrittore per il Baltimore City Paper
- Bob Erlandson: giornalista
- Beverly Wallace: avvocato per le ex studentesse
- Alan Horn: investigatore
- John Barnold: ex capitano, dipartimento di polizia della città di Baltimora
- James Scannell: ex capitano, dipartimento di polizia della contea di Baltimora
- Brian Schwaab: ex detective, dipartimento di polizia della città di Baltimora
- Det. Gary Childs: polizia della contea di Baltimora
- Sharon A. H. May: ex Procuratore di Stato per la città di Baltimora
- Edgar Davidson: possibile sospettato nell'omicidio di sorella Catherine
- Deborah Yohn: nipote di Davidson, che sospetta il coinvolgimento di suo zio negli omicidi basato su degli aneddoti di sua zia (che viene definita "Margaret" nella serie).
- Sharon Schmidt: figlia di Ronnie Schmidt e nipote di Billy Schmidt che sospetta il coinvolgimento di entrambi gli uomini nell'omicidio.
- Barbara Schmidt: madre di Sharon Schmidt, ex moglie di Ronnie Schmidt e cognata di Billy Schmidt, che sospetta il coinvolgimento di suo marito e cognato nell'omicidio.
- C.T. Wilson: delegato statale del Maryland
- Charles Franz: ex studente presso la chiesa di San Clement
- Werner Spitz, MD: patologo forense

## Critica
Al momento del rilascio, The Keepers ha ricevuto molti apprezzamenti dai critici. L'aggregatore di recensioni Rotten Tomatoes fornisce alla serie un punteggio di approvazione del 96% basato su 27 recensioni, con un punteggio medio di 8,43 / 10. Il consenso critico del sito dice: "The Keepers la serie è avvincente e reale nell'esporre i segreti sepolti da molto tempo e racconta una storia ispirata e brillantemente assemblata nel tempo". Viruet of Vice ha scritto : "È sconvolgente e coinvolgente, ti perseguiterà per molto tempo, il che è parte di ciò che rende necessaria la visione".
Nella rivista Time Daniel D'Addario ha paragonato The Keepers con un'altra serie documentaristica di Netflix, Making a Murderer, affermando che, a differenza di quest'ultima, The Keepers non conduce i suoi spettatori a una conclusione definitiva su quello che è successo. "Mentre la morte di suor Cathy Cesnik rimane un mistero, i suoi effetti includono dolore e, per gli investigatori dilettanti che cercano di indagare sul suo caso, la sensazione di fare la differenza ... Questo non è solo nel rispetto della vittima e di altre storie di true crime, con la loro gioia senza fiato per nuovi indizi. Ma è molto più efficace". Secondo Jack Seale del Guardian, "dove altre storie true crime hanno seguito una cronologia lineare, The Keepers salta tra il 1969, gli anni '90 e oggi, colpendo per il sottile equilibrio nella struttura narrativa - con un momento wow alla fine di ogni episodio - e rispetto per un soggetto che non ha bisogno o merita sensazionalismo ".

## Risposta della Chiesa
L'Arcidiocesi di Baltimora ha risposto alla serie aggiungendo una pagina di FAQ al suo sito web, in cui dichiarava che l'affermare che l'arcidiocesi sapesse degli abusi sessuali precedenti perpetuati da Maskell prima della denuncia del 1992 da parte di Jean Hargadon Wehner erano false speculazioni.